# Gwoździec Miasto (gmina)
Gwoździec Miasto (1941–44 Gwoździec) – dawna gmina wiejska w powiecie kołomyjskim województwa stanisławowskiego II Rzeczypospolitej. Siedzibą gminy był Gwoździec Miasto.
Gminę utworzono 1 sierpnia 1934 r. w ramach reformy na podstawie ustawy scaleniowej z dotychczasowych gmin wiejskich: Czechowa, Gwoździec Mały, Gwoździec Miasto, Gwoździec Stary, Kobylec, Ostapkowce, Podhajczyki, Soroki i Zahajpol.
Po II wojnie światowej obszar gminy znalazł się w ZSRR.